# Шевченко, Григорий Иванович
Григорий Иванович Шевченко (01.05.1922 — 21.08.1984) — командир роты 986-го стрелкового полка, капитан. Герой Советского Союза.

## Биография
Родился 1 мая 1922 года в селе Петраковка ныне Катеринопольского района Черкасской области. Окончил 10 классов.
В Красной Армии с 1940 года.
В 1941 году окончил Подольское стрелково-пулемётное училище. На фронте в Великую Отечественную войну с октября 1941 года. Воевал в составе войск Западного, Сталинградского, Донского, Юго-Западного, 1-го Белорусского фронтов. Шесть раз ранен.
Член ВКП(б)/КПСС с 1944 года.
14 апреля 1945 года в боях на подступах к Берлину батальон 986-го стрелкового полка 230-й стрелковой дивизии 5-й ударной армии 1-го Белорусского фронта, в состав которой входила 4-я рота под командованием капитана Шевченко, разведал инженерные сооружения противника, систему его огневых точек и, прорвав оборону, овладел помещичьей усадьбой и железнодорожной станцией.
В боях за Берлин капитан Шевченко с ротой первым в полку 24 апреля 1945 года форсировал реку Шпрее у озера Руммельсбургерзе, ворвался в траншеи противника и вступил в рукопашную схватку. Враг не выдержал напора и отступил. В этом бою рота Шевченко подавила огонь четырёх пулемётов и уничтожила около восьмидесяти противников.
Преодолевая упорное сопротивление вражеских частей, наши войска захватили предместье Берлина, где противники превратили каждый дом в опорный пункт. 25 апреля на пути к центру города противники засели в четырёхэтажном доме и пулемётным огнём сдерживали наступление. Капитан Шевченко с четырьмя бойцами своей роты обошёл дом с северной стороны и неожиданно ворвался в подвал. Четыре станковых пулемёта были уничтожены, а уцелевшие противники взяты в плен. Но с чердака и окон огонь продолжался. Группа бросилась по лестнице. Шевченко получил ранение, но остался в строю и уничтожил ещё два пулемёта и почти тридцать противников. Опорный пункт врага был захвачен.
Указом Президиума Верховного Совета СССР от 31 мая 1945 года за мужество, отвагу и героизм капитану Шевченко Григорию Ивановичу присвоено звание Героя Советского Союза с вручением ордена Ленина и медали «Золотая Звезда».
С 1946 года — в запасе. Был на административно-хозяйственной работе. Окончил в 1955 году Всесоюзный заочный юридический институт.
В 1966—1982 годах — председатель Бородянского районного комитета народного контроля.
Жил в посёлке городского типа Немешаево Бородянского района Киевской области.
Умер 21 августа 1992 года.

## Награды
Награждён орденами Ленина, Александра Невского, Отечественной войны 1-й и 2-й степеней, Трудового Красного Знамени, Красной Звезды, медалями.